# Caerostris mitralis
Caerostris mitralis là một loài nhện trong họ Araneidae.
Loài này thuộc chi Caerostris. Caerostris mitralis được miêu tả năm 1863 bởi Vinson.